# XI Monstrum
XI Monstrum (pełny tytuł: Figure Presents XI Monstrum) – piętnaste wydawnictwo z serii Monsters producenta muzycznego Figure'a, wydane 24 września 2020 roku przez DOOM Music.

## Lista utworów
1. "The Unholy" (Intro) - 2:24
2. "The Devils Reaper" - 4:19
3. "Welcome to Your Death" (Figure and 2FAC3D) - 3:56
4. "Cannibal Inferno" - 4:45
5. "If It Bleeds" (feat. Born I) - 4:17
6. "Lilith's Invocation" - 1:54
7. "Abaddon's Wrath" - 5:10
8. "Ravenous Flesh" (Figure and Contakt) - 4:25
9. "The Dead Will Rise" - 3:52
10. "The Gates of Hell" (Figure and Point.Blank) - 3:45
11. "Ancient Evil" (Figure and Ryan Browne feat. Gabe Hicks) - 4:30